# Karel Breydel

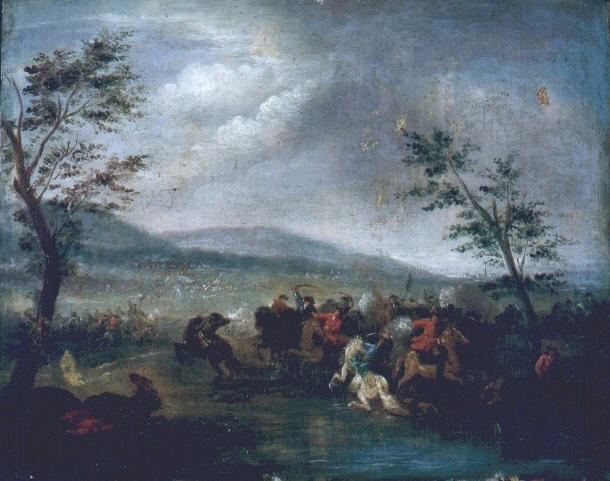
Batalla, inscripció al dors: «Breydel f», oli sobre taula, 19 x 23 cm, Museu de Belles arts de Còrdova.

Karel Breydel, anomenat le Chevalier, (Anvers, 1678 - 1733) va ser un pintor flamenc del barroc especialitzat en pintura de batalles, càrregues de cavalleria i paisatges. Més que pels paisatges, imitats de Brueghel i Griffier, Breydel va ser estimat per les seves càrregues de cavalleria, pintades amb pinzellada lleugera i colors vius en el vestuari dels esbossos de soldats.
Batejat a Anvers el 27 de març de 1678, va tenir com a mestres a Pieter Rijsbraeck i Peter Ykens. Jean-Baptiste Descamps li va dedicar una extensa i poc fiable biografia al tom IV de La vie des peintres flamands, allemands et hollandois, editat a París el 1763. Segons Descamps, després d'estudiar tres anys amb Rijsbraeck, va decidir prosseguir els seus estudis a Itàlia. Va deixar amb tal motiu Anvers camí d'Alemanya, on va parar algun temps a Nuremberg i Frankfurt. Aquí va tenir notícia que el seu germà François treballava a la cort de Kassel, cap a on es va dirigir immediatament. Durant dos anys els germans van treballar junts, amb cert èxit i nombrosos encàrrecs.
Abandonat el projecte italià, el 1703 estava a Amsterdam on per encàrrec del marxant Jacques de Vos va copiar les vistes del Rin de Jan Griffier. El mateix any va deure retornar a Anvers, on es va registrar com a mestre al gremi i va contreure matrimoni amb Anne Bullens, amb qui va tenir cinc fills. Aquí va modificar el seu estil per influència de Jan Brueghel el Vell, de qui va poder copiar també alguna obra. No obstant això, segons Descamps, sempre inconstant, va abandonar a la seva família i sense acordar-se més d'ells va viatjar a Brussel·les, on se li documenta el 1723, i a Gant, on es trobava el1726. Va morir a Anvers el 12 de setembre de 1733, encara que Descamps ho creia mort a Gant i el 1744.